# Осиновка (Выборгский район)
Осиновка (до 1948 Пилппула, фин. Pilppula) — упразднённый посёлок на территории Гончаровского сельского поселения Выборгского района Ленинградской области.

## Название
Постановлением общего собрания рабочих и служащих подсобного хозяйства морского торгового порта зимой 1948 года деревне Пилппула было избрано новое наименование — Осиновка. Вслед за этим на короткое время название Осиновка было изменено на Озёрное, но затем был возвращён первоначальный вариант.
Переименование было закреплено указом Президиума ВС РСФСР от 13 января 1949 года.

## История

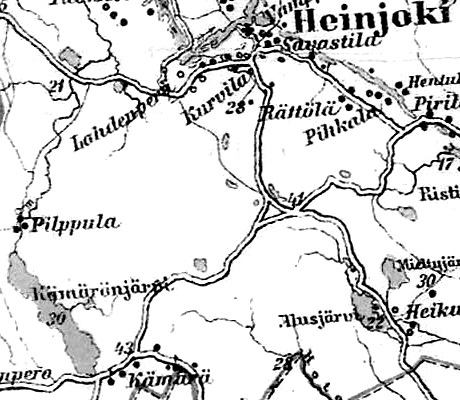
Деревня Пилппула на финской карте 1923 года

До 1939 года деревня Пилппула входила в состав волости Хейнъйоки Выборгской губернии (Финляндия).
С 1 января 1940 года по 31 октября 1944 года — в составе Карело-Финской ССР.
С 1 июля 1941 года по 31 мая 1944 года — финская оккупация.
С 1 ноября 1944 года — в составе Сяйниенского сельсовета Выборгского района.
С 1 октября 1948 года — в составе Черкасовского сельсовета.
С 1 января 1949 года учитывается административными данными как деревня Осиновка.
Согласно административным данным 1966 и 1973 годов посёлок Осиновка также входил в состав Черкасовского сельсовета.
По данным 1990 года посёлок Осиновка в составе Выборгского района не значился.
В настоящее время — урочище, территория Осиновка.

## География
Посёлок располагался в восточной части района к северо-востоку от автодороги А181 (часть E 18) «Скандинавия» (Санкт-Петербург — Выборг — граница с Финляндией).
Посёлок находился на берегах Осиновского ручья, к северу от Гавриловского озера.
Расстояние от посёлка до ближайшей (ныне недействующей) железнодорожной платформы Осиновка на линии Выборг — Вещево составляло 0,5 км. 

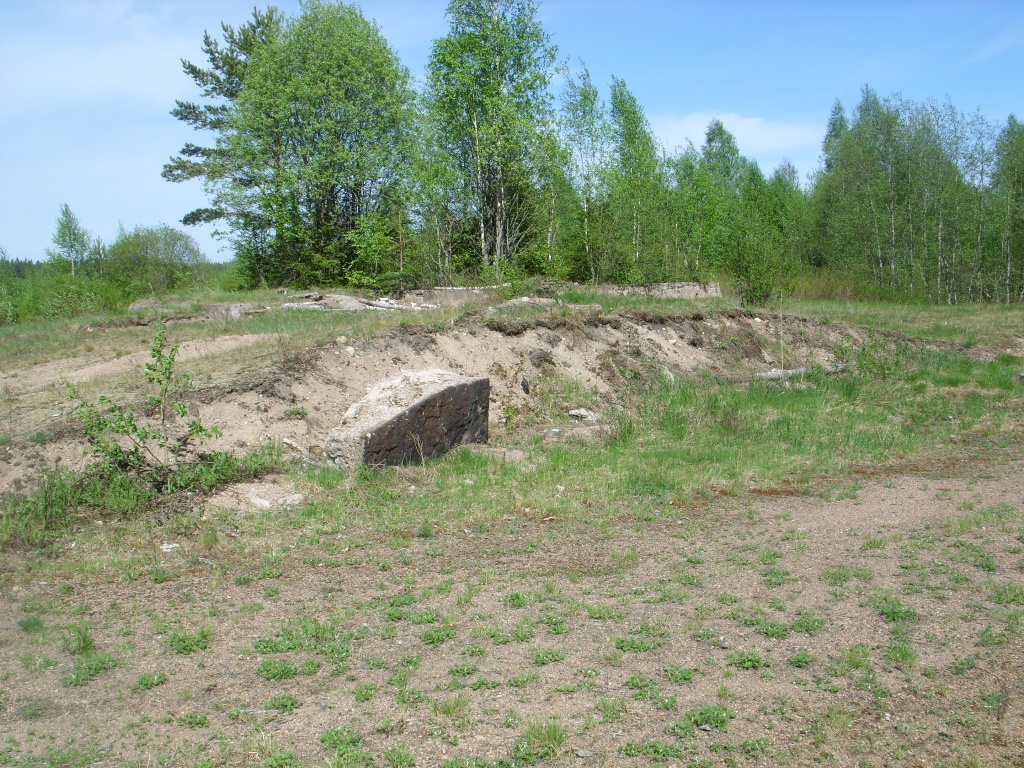
Остатки платформы Осиновка. 2010 год